# Affliction
Affliction (bra: Temporada de Caça; prt: Confrontação) é um filme de drama estadunidense produzido em 1997, escrito e dirigido por Paul Schrader do romance de Russell Banks. É estrelado por Nick Nolte, Sissy Spacek, James Coburn e Willem Dafoe.
Affliction conta a história de Wade Whitehouse, um policial de uma pequena cidade em Nova Hampshire. Isolada das pessoas ao seu redor, incluindo um pai dominador e uma mulher divorciada, ele se torna obcecado com a resolução de um acidente de caça fatal, levando a uma série de acontecimentos trágicos.

## Elenco
- Nick Nolte … Wade Whitehouse
- Brigid Tierney … Jill Whitehouse
- Holmes Osborne … Gordon LaRiviere
- Jim True-Frost … Jack Hewitt
- Tim Post … Chick Ward
- Christopher Heyerdahl … Frankie Lacoy
- Marian Seldes … Alma Pittman
- Janine Theriault … Hettie Rogers
- Mary Beth Hurt … Lillian Whitehouse Horner
- Paul Stewart … Mr. Horner
- Sissy Spacek … Margie Fogg
- Wayne Robson … Nick Wickham
- Sean McCann … Evan Twombley
- Sheena Larkin… Lugene Brooks
- Brawley Nolte … Wade Whitehouse (jovem)
- Penny Mancuso … motorista
- James Coburn … Glen Whitehouse

## Produção
Affliction foi filmado em Quebec, com as principais filmagens terminando em Fevereiro de 1997. Embora apresentado pela primeira vez no Festival de Cinema de Veneza em 28 de agosto do mesmo ano, Affliction não viu uma versão de cinema até algum tempo depois, na maioria dos países. Depois de um lançamento limitado, em Nova York, em dezembro de 1998, viu o seu lançamento regular nos EUA em janeiro de 1999.

## Resposta da crítica
O filme recebeu críticas positivas em sua maioria, com uma classificação de 87% em Rotten Tomatoes.
Crítico Roger Ebert do Chicago Sun-Times deu ao filme quatro estrelas. Janet Maslin, no The New York Times, disse que "[Nick Nolte] dá o desempenho de sua carreira em silenciosamente deslumbrante novo filme de Paul Schrader [...] Como The Sweet Hereafter, um filme mais meditativo e elegante, mas menos imediata, vulcânico, Affliction encontra o significado mais profundo em uma tragédia muito crível".
Em uma revisão negativa no Time Out Film Guide, Geoff Andrew chamou o filme de "adaptação sensível, mas bastante aborrecido do romance de Russell Banks '[...] a narrativa é muito sem foco e discreto em realmente envolver o coração ou a mente".

## Principais prêmios e indicações
James Coburn ganhou o Oscar de Melhor Ator Coadjuvante[carece de fontes?]. Nick Nolte foi indicado tanto para o Oscar[carece de fontes?] e Globo de Ouro[carece de fontes?] de melhor ator. Ele foi premiado com o National Society of Film Critics Award[carece de fontes?], o New York Film Critics Circle Award[carece de fontes?], o Sant Jordi Award[carece de fontes?] e foi premiado como Melhor Ator no Semana Internacional de Cine de Valladolid[carece de fontes?].
O filme foi indicado em seis categorias nos Independent Spirit Awards.[carece de fontes?]